# مانويل كيمارايس
مانويل كيمارايس (بالبرتغالية: Manuel Guimarães‏) هو كاتب سيناريو ومخرج برتغالي، ولد في 19 أغسطس 1915 في Valmaior ‏ في البرتغال، وتوفي في 29 يناير 1975 في لشبونة في البرتغال.

## وصلات خارجية
- مانويل كيمارايس على موقع IMDb (الإنجليزية)
- مانويل كيمارايس على موقع أول موفي (الإنجليزية)
- مانويل كيمارايس على موقع قاعدة بيانات الفيلم (الإنجليزية)
- مانويل كيمارايس على موقع كينوبويسك (الروسية)